# Sergio Postigo
Sergio Postigo Redondo (ur. 4 listopada 1988 w Madrycie) – hiszpański piłkarz występujący na pozycji obrońcy w Levante UD.